# Смит, Брюс Уэйн
Брюс Уэйн Смит (англ. Bruce Wayne Smith) (род. 6 сентября 1961) — американский телепродюсер, аниматор, дизайнер персонажей и кинорежиссёр. Он наиболее известен, как создатель мультсериалов «Семейка Праудов» на Disney Channel (2001–2005) и «Семейка Праудов: Более громкие и более гордые» на Disney+ (2021–н. в.).
Работая в Walt Disney Animation Studios с 1996 года, Смит работал руководящим аниматором для персонажей в полнометражных мультфильмах; Керчака в «Тарзане» (1999), Пачи в «Похождениях императора» (2000), Перл в «Не бей копытом» (2004), Доктора Фасилье в «Принцессе и лягушке» (2009) и Хрюни, Кенги и Ру в «Медвежонке Винни и его друзьях» (2011). В 1992 году он снял свой первый полнометражный мультфильм «Дети Биби», который потерпел критический и коммерческий провал.

## Ранняя жизнь
Брюс Уэйн Смит родился 6 сентября 1961 года и вырос в городе Лос-Анджелес, штат Калифорния.
В 10 лет он снял свой первый анимационный фильм, основанный на дизайнах мультфильма «101 далматинец». Смит посещал программу анимации персонажей в Калифорнийском институте искусств, и окончил его в 1981 году. Позже он заявил, что, находясь в Калифорнийском институте, он осознал отсутствие чёрных персонажей в мультфильмах, что побудило его создать собственный мультсериал.

## Фильмография
| Год(ы)     | Название                                      | Работа(ы)                                                                           |
| ---------- | --------------------------------------------- | ----------------------------------------------------------------------------------- |
| 1984       | Гарфилд среди дикой природы                   | Ключевой помощник аниматора                                                         |
| 1985       | Громовые коты                                 | Сценарист – 2 эпизода                                                               |
| 1986       | Серебряные ястребы                            | Сценарист – 5 эпизодов                                                              |
| 1987       | Пиноккио и Император тьмы                     | Аниматор                                                                            |
| 1988       | Кто подставил кролика Роджера                 | Аниматор дополнительной анимации                                                    |
| 1989       | Вайтор: Герой Старфайра                       | Аниматор                                                                            |
| 1989       | Возвращение в Страну Чудес                    | Ключевой аниматор                                                                   |
| 1989       | Michael & Mickey                              | Аниматор                                                                            |
| 1989       | Проблема с животиком                          | Аниматор                                                                            |
| 1989       | Белоснежка 2: И жили они счастливо            | Аниматор                                                                            |
| 1991       | Пёс из Лас-Вегаса                             | Художник по раскадровке / Дизайнер персонажей / Аниматор персонажей / Режиссёр сцен |
| 1991       | Новые приключения Пса и его друзей            | Аниматор персонажей                                                                 |
| 1992       | Дети Биби                                     | Режиссёр / Главный дизайнер персонажей                                              |
| 1993       | Ох, уж это Рождество                          | Дизайнер персонажей                                                                 |
| 1994       | Повелитель страниц                            | Руководящий аниматор                                                                |
| 1995       | Сказочные истории для всех детей              | Режиссёр – 12 эпизодов / Дизайнер персонажей – 14 эпизодов                          |
| 1995       | Каникулы Гуфи                                 | Дизайнер персонажей                                                                 |
| 1996       | C Bear and Jamal                              | Креативный консультант – 3 эпизода / Дизайнер персонажей                            |
| 1996       | Космический джем                              | Режиссёр анимации                                                                   |
| 1997       | Коты не танцуют                               | Дизайнер персонажей                                                                 |
| 1999       | Тарзан                                        | Руководящий аниматор – Керчак                                                       |
| 1999       | How to Haunt a House                          | Аниматор                                                                            |
| 2000       | The Indescribable Nth                         | Аниматор                                                                            |
| 2000       | Джон Генри                                    | Дизайнер персонажей и художник по визуальной разработке                             |
| 2000       | Похождения императора                         | Руководящий аниматор – Пача                                                         |
| 2001–2005  | Семейка Праудов                               | Режиссёр – 6 эпизодов / Исполнительный продюсер / Создатель                         |
| 2004       | Не бей копытом                                | Руководящий аниматор – Перл                                                         |
| 2004       | One by One                                    | Художник по визуальной разработке                                                   |
| 2004       | Спасти галактику                              | Со-создатель / Исполнительный продюсер                                              |
| 2005       | Семейка Праудов                               | Режиссёр / Исполнительный продюсер                                                  |
| 2005       | The Picnic                                    | Режиссёр                                                                            |
| 2005       | The Beach                                     | Режиссёр                                                                            |
| 2009       | The Princess and the Frog (видео игра)        | Озвучивание                                                                         |
| 2009       | Принцесса и лягушка                           | Руководящий аниматор – Доктор Фасилье / Гость на вечеринке, Джереми (озвучивание)   |
| 2011       | Медвежонок Винни и его друзья                 | Руководящий аниматор – Хрюня, Кенга и Ру                                            |
| 2011       | Смурфики: Рождественский гимн                 | Аниматор                                                                            |
| 2011       | Кунг-Фу Панда: Секреты мастеров               | Аниматор от студии: Duncan Studio Production                                        |
| 2012       | Рапунцель: Счастлива навсегда                 | Главный аниматор                                                                    |
| 2012       | Ральф                                         | Дополнительный художник по визуальной разработке                                    |
| 2013       | Смурфики: Легенда о Смурфной лощине           | Аниматор                                                                            |
| 2013       | Холодное сердце                               | Дополнительный художник по визуальной разработке                                    |
| 2014       | Феи: Загадка пиратского острова               | Старшая творческая команда                                                          |
| 2014       | Самолёты: Огонь и вода                        | Старшая творческая команда                                                          |
| 2016       | Средняя школа: Худшие годы моей жизни         | Аниматор                                                                            |
| 2018       | Юные титаны, вперёд!                          | Аниматор дополнительной анимации                                                    |
| 2018       | The Late Batsby                               | Художник по раскадровке                                                             |
| 2019       | Substance                                     | Исполнительный продюсер                                                             |
| 2019       | Любовь к волосам                              | Режиссёр                                                                            |
| 2022–н. в. | Семейка Праудов: Более громкие и более гордые | Со-создатель / Исполнительный продюсер                                              |
| 2023       | Халлабалу                                     | Аниматор                                                                            |